# SBB Re 474
De Re 474 van het Siemens type ES64F4 is een elektrische locomotief bestemd voor het goederenvervoer van de Schweizerische Bundesbahnen (SBB).

## Geschiedenis
In de jaren 1990 gaf de Deutsche Bundesbahn aan de industrie opdracht voor de ontwikkeling van nieuwe locomotieven ter vervanging van oudere locomotieven van het type 103, 151, 111, 181.2 en 120. Hierop presenteerde Krauss-Maffei in München-Allach in 1992 het prototype EuroSprinter. Uit dit prototype ontstond een groot aantal varianten.
Van de oorspronkelijk 18 aangeschafte locomotieven werden na twee jaar een aantal aan de fabrikant teruggegeven. Ook de twee vervangende locomotieven werden wegens een rangeerongeval in het testcentrum Wegberg-Wildenrath teruggegeven. Op dit moment zijn er bij SBB Cargo 12 locomotieven in gebruik.

## Constructie en techniek
De locomotief heeft een stalen frame. De tractie-installatie is uitgerust met draaistroom en heeft driefasige asynchrone motoren in de draaistellen. Iedere motor drijft een as aan.

### Nummers
De locomotieven van Schweizerische Bundesbahnen (SBB) zijn als volgt genummerd:
| Lijst van de Re 474 |           |                           | |
| Nummer              | Eigenaar  | UIC nummer                | Opmerkingen |
| 474 001-5           | SBB Cargo | -                         | verkocht aan: Del Fungo Giera als E474 101                                                                            |
| 474 002-3           | SBB Cargo | 91 85 44 74 002-3 CH-SBB  | als 189 VF in dienst SBB Cargo                                                                                        |
| 474 003-1           | SBB Cargo | 91 85 44 74 003-1 CH-SBB  | als 189 VF in dienst SBB Cargo                                                                                        |
| 474 004-9           | SBB Cargo | 91 85 44 74 004-9 CH-SBB  | als 189 VF in dienst SBB Cargo                                                                                        |
| 474 005-6           | SBB Cargo | 91 85 44 74 005-6 CH-SBB  | als 189 VF in dienst SBB Cargo                                                                                        |
| 474 006-4           | SBB Cargo | 91 74 54 41 001-5 S-HCTOR | verkocht aan: Hector Rail als 441 001                                                                                 |
| 474 007-2           | SBB Cargo | -                         | wegens rangeerongeval Wegberg-Wildenrath geannuleerd, nu als MRCE Dispolok ES 64 F4 019                               |
| 474 007-2 (II)      | SBB Cargo | -                         | vervangende loc, nu verkocht aan: Del Fungo Giera als E474 103                                                        |
| 474 008-0           | SBB Cargo | 91 80 61 89 150-6 D-DISPO | wegens rangeerongeval Wegberg-Wildenrath geannuleerd, nu als MRCE Dispolok ES 64 F4 020 en vernummerd in ES 64 F4 150 |
| 474 008-0 (II)      | SBB Cargo | -                         | vervangende loc, nu verkocht aan: Del Fungo Giera als E474 104                                                        |
| 474 009-9           | SBB Cargo | 91 85 44 74 009-9 CH-SBB  | als 189 VF in dienst SBB Cargo, na ongeval in februari 2007 ter zijde gesteld                                         |
| 474 010-6           | SBB Cargo | -                         | verkocht aan: Del Fungo Giera als E474 102                                                                            |
| 474 011-4           | SBB Cargo | 91 74 54 41 002-3 S-HCTOR | verkocht aan: Hector Rail als 441 002                                                                                 |
| 474 012-2           | SBB Cargo | 91 85 44 74 012-2 CH-SBB  | als 189 VF in dienst SBB Cargo                                                                                        |
| 474 013-0           | SBB Cargo | 91 85 44 74 013-0 CH-SBB  | als 189 VF in dienst SBB Cargo                                                                                        |
| 474 014-8           | SBB Cargo | 91 85 44 74 014-8 CH-SBB  | als 189 VF in dienst SBB Cargo                                                                                        |
| 474 015-5           | SBB Cargo | 91 85 44 74 015-5 CH-SBB  | als 189 VF in dienst SBB Cargo                                                                                        |
| 474 016-3           | SBB Cargo | 91 85 44 74 016-3 CH-SBB  | als 189 VF in dienst SBB Cargo                                                                                        |
| 474 017-1           | SBB Cargo | 91 85 44 74 017-1 CH-SBB  | tot december 2006 verhuurd aan NordCargo als 189 VF in dienst SBB Cargo                                               |
| 474 018-9           | SBB Cargo | 91 85 44 74 018-9 CH-SBB  | tot december 2006 verhuurd aan NordCargo als 189 VF in dienst SBB Cargo                                               |

## Treindiensten
De locomotieven worden door de Schweizerische Bundesbahnen (SBB) ingezet voor onder meer het goederenvervoer tussen Duitsland en Italië.